# Râul Ceremușul Negru
Râul Ceremușul Negru  (în poloneză Czarny Czeremosz și în ucraineană Чорний Черемош, transliterat: Ciornîi Ceremoș) este un râu din vestul Ucrainei, afluent de stânga al râului Ceremuș. Are o lungime de 87 km și o suprafață a bazinului de 856 km².

## Geografie
Râul izvorăște din Carpații Orientali, de pe panta de nord-est a Munților Civcin (un masiv aflat în prelungirea naturală a Munților Maramureșului pe teritoriul Ucrainei). El curge pe direcția sud-vest - nord-est, pe teritoriul raionului Verhovina) din regiunea Ivano-Frankivsk. 
Este un râu tipic de munte, cu debite mari de curgere, cu pante de 14 m/km. Pe râu se află mai multe praguri cu pante abrupte stâncoase (cu o înălțime de cădere de până la 1,6 m), coturi și un fund stâncos. Râul este îngust, puțin adânc, care curge repede prin canale stâncoase. Lățimea maximă a râului este de 50–80 m. Malurile sale sunt înalte și acoperite cu păduri de conifere. Regimul său este preponderent pluvial. 
Râul este acoperit cu gheață din decembrie până în martie. Viteza medie a apei este de 0,8-1,2 m/s, putând ajunge la 5–6 m/s. Debitul mediu de apă pentru o perioadă lungă de timp este de 18 m³/s (la vărsare). Debitul variază de la 1 m³/s (în mijlocul verii) la 1.100 m³/s (în timpul inundațiilor). 
Valea râului are formă de V, având o lățime care crește de la 100–200 m până la 950 m (în apropiere de Verhovina). Valea îngustă este pitorească și are pante abrupte, acoperite cu pădure deasă.  
În apropierea satului Usterikî din raionul Verhovina, Ceremușul Negru se unește cu Ceremușul Alb (care vine dinspre est) și formează râul Ceremuș (afluent al Prutului). 
Ceremușul Negru trece prin următoarele localități: Burkut, Iavirnîk, Zelene, Topilce, Krasnîk, Ilți, Verhovina, Krivorîvnia, Verhnii Iaseniv, Rivnia și Usterikî.
Din 1958, funcționează un post hidrologic în apropierea orășelului Verhovina.

## Afluenți
Principalii afluenți ai Ceremușului Negru sunt râurile Șibena, Dzembronia, Bistreț și Іlția (pe partea stângă). Izvoarele lor se află pe pantele Munților Cernogora, unde este zăpadă până la sfârșitul lunii iunie, iar în timpul verii plouă mult. Prin urmare, râul Dzembronia alimentează Ceremușul Negru toată vara cu apă. 

## Aspecte economice
Râul este folosit pentru alimentarea cu apă și turism. Apele Ceremușului Negru sunt propice pentru practicarea de sporturi nautice: rafting și sporturi montane extreme. 